# Patrik Křap
Patrik Křap (13 ottobre 1981) è un calciatore ceco, difensore del Fürth.
Vanta 7 presenze nella Coppa Intertoto 2003.